# 311-та піхотна дивізія (Третій Рейх)
311-та піхотна дивізія (Третій Рейх) (нім. 311. Infanterie-Division) — піхотна дивізія Вермахту, що входила до складу німецьких сухопутних військ у роки Другої світової війни.

## Історія
311-та піхотна дивізія сформована 1 листопада 1939 року на навчальному центрі Арис (нім. Truppenübungsplatz Arys) в I військовому окрузі у Східній Пруссії з бригади «Льотцен» і групи «Бранд», які входили до складу 3-ї армії. Після формування дивізія залишилася на військовому полігоні Арис. 8 березня 1940 року дивізію було повністю переформовано. На початку битви за Францію, другого етапу західної кампанії. 9 червня 1940 року дивізія була передислокована на військовий полігон Графенвер. Сюди прибували сформовані в січні 1940 року четверті батальйони піхотних полків. У результаті швидкого завершення Західної кампанії 7 серпня 1940 року 311-та піхотна дивізія була знову розформована.

## Райони бойових дій
- Німеччина (листопад 1939 — серпень 1940).

## Командування

### Командири
- Генерал-лейтенант Пауль Гергардт (нім. Paul Gerhardt) (1 — 7 листопада 1939)
- Генерал-лейтенант Альбрехт Бранд (нім. Albrecht Brand) (7 листопада 1939 — 7 серпня 1940)

### Підпорядкованість
| Час         | Корпус                        | Армія | Група армій (округ) | Штаб                       |
| ----------- | ----------------------------- | ----- | ------------------- | -------------------------- |
| 1939        |                               |       |                     |                            |
| 1 листопада | Прикордонний корпус «Оберост» |       |                     | Навчальний центр Арис      |
| 1940        |                               |       |                     |                            |
| 1 січня     | Прикордонний корпус «Оберост» |       |                     | Навчальний центр Арис      |
| 6 червня    | резерв                        |       |                     | Навчальний центр Графенвер |

### Склад
| 1939                                           | 1940                                  |
| ---------------------------------------------- | ------------------------------------- |
| 152-й піхотний полк ландверу                   | 247-й піхотний полк                   |
| 161-й піхотний полк ландверу                   | 249-й піхотний полк                   |
| 162-й піхотний полк ландверу                   | 250-й піхотний полк                   |
| 311-й розвідувальний батальйон                 | 341-й розвідувальний батальйон        |
| 311-й артилерійський полк ландверу             | 311-й артилерійський полк             |
| 311-й інженерний батальйон ландверу            | 341-й інженерний батальйон            |
| 311-й дивізійний батальйон зв'язку ландверу    | 341-й батальйон зв'язку               |
| 311-й дивізійне управління постачання ландверу | 341-й дивізійне управління постачання |